# Цетнерівка

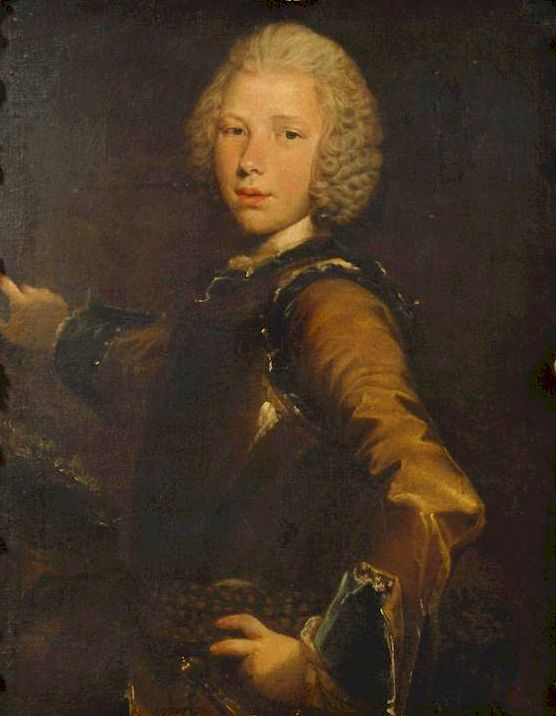
Ігнацій Цетнер

Це́тнерівка — місцевість у Личаківському районі Львова. Розташована в районі нинішніх вулиць Марка Черемшини, Банаха та Цетнерівки.
Назва походить від назви колишнього маєтку власника — белзького воєводи Ігнація Цетнера, який наприкінці XVIII ст. створив тут парк з екзотичними рослинами, працював власноруч. Допомагав йому в цьому французький архітектор П'єр Дені Ґібо. У 1787 році Цетнер обміняв звання белзького воєводи на австрійський титул графа і дослужився до посади маршалка Королівства Галичини і Володимирії. Деякий час нащадки Центнера підтримували парк у належному стані, однак згодом занедбали.
На початку ХХ ст. частину Цетнерівки площею 4,5 гектара викупив уряд для ботанічного саду Львівського університету, потім його територія була збільшена до 16,5 га. Активна робота з впорядкування саду проводилася під керівництвом професора С. Кульчицького у 1920-х роках. У 1927 році було споруджено адміністративний будинок. У 1970-х збудували оранжерейний комплекс.
Від Ботанічного саду ЛНУ ім. І. Франка до вулиці Личаківської пролягає вулиця Марка Черемшини (колишня Цетнерівка), на якій збереглося кілька цікавих садибних будинків. Топонім Цетнерівка збережено у назві вулиці, що розташована на південь від стадіону Львівського університету фізичної культури. Парна частина вулиці Цетнерівка забудована віллами 1910—1930 років. Серед них — будинок під № 18, який спорудив для себе в 1930 році відомий у довоєнному Львові архітектор Владислав Дердацький (1882—1951).

## Фотографії

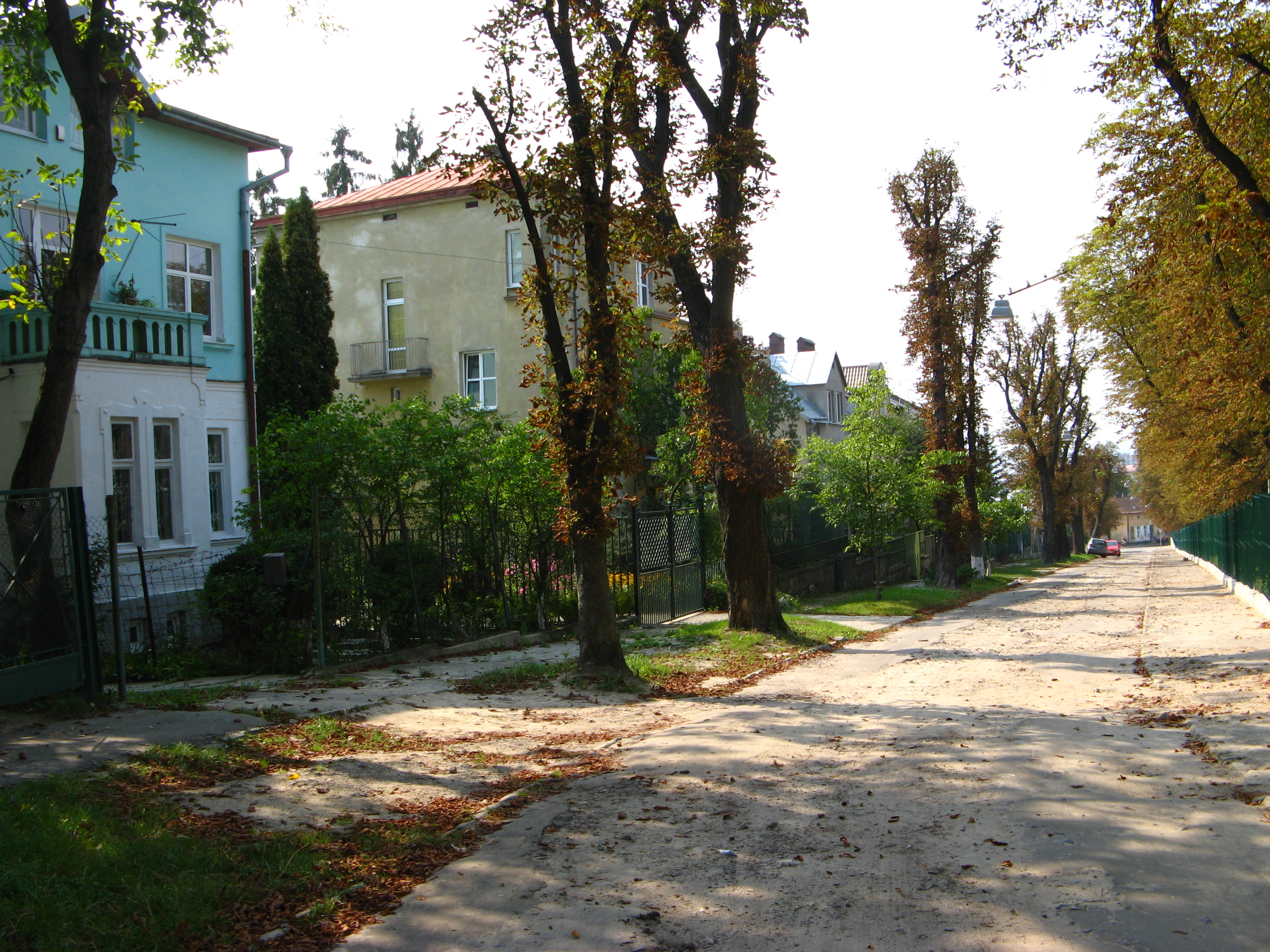
Вулиця Цетнерівка
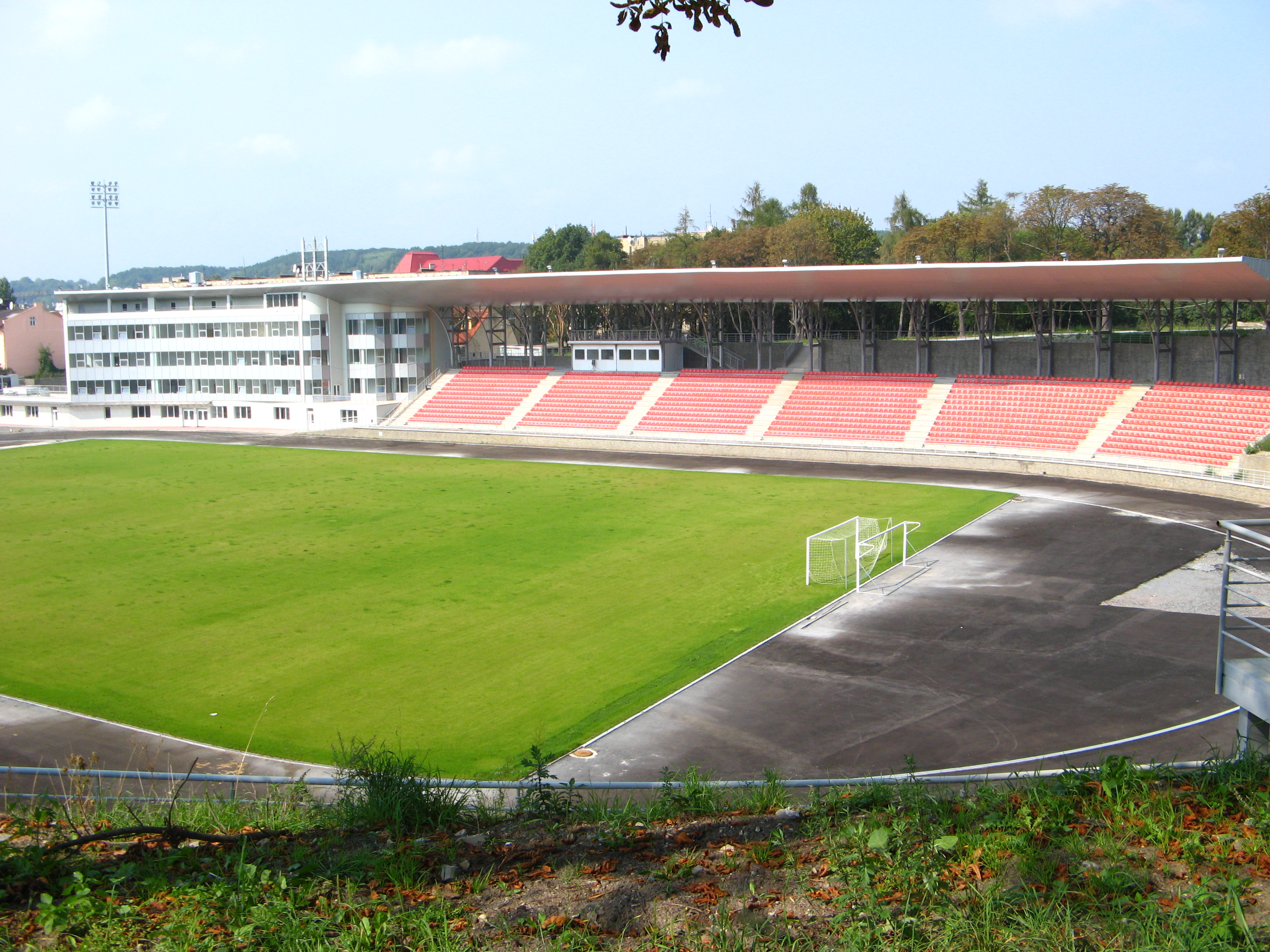
Стадіон Скіф
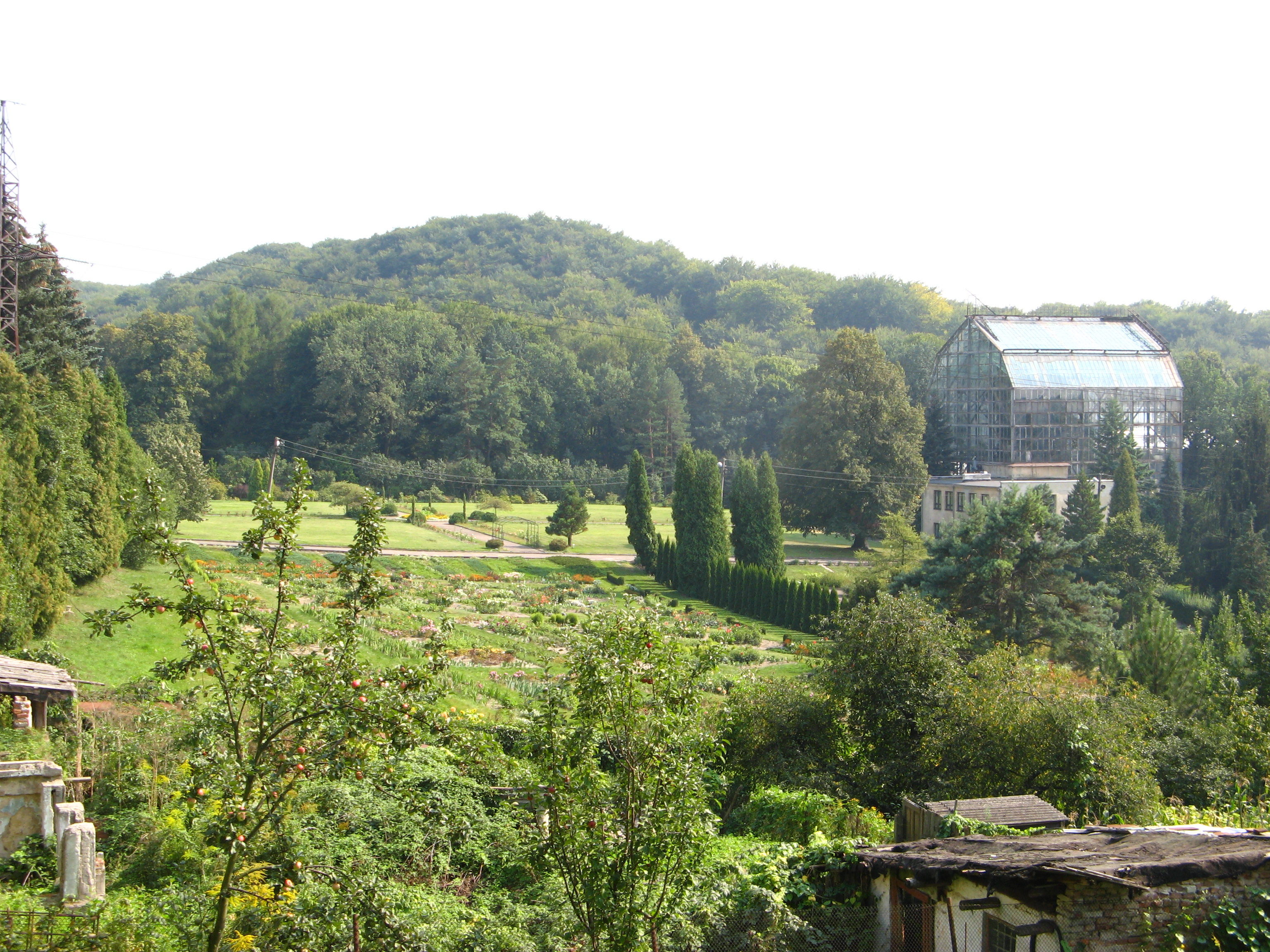
Ботанічний сад Львівського університету
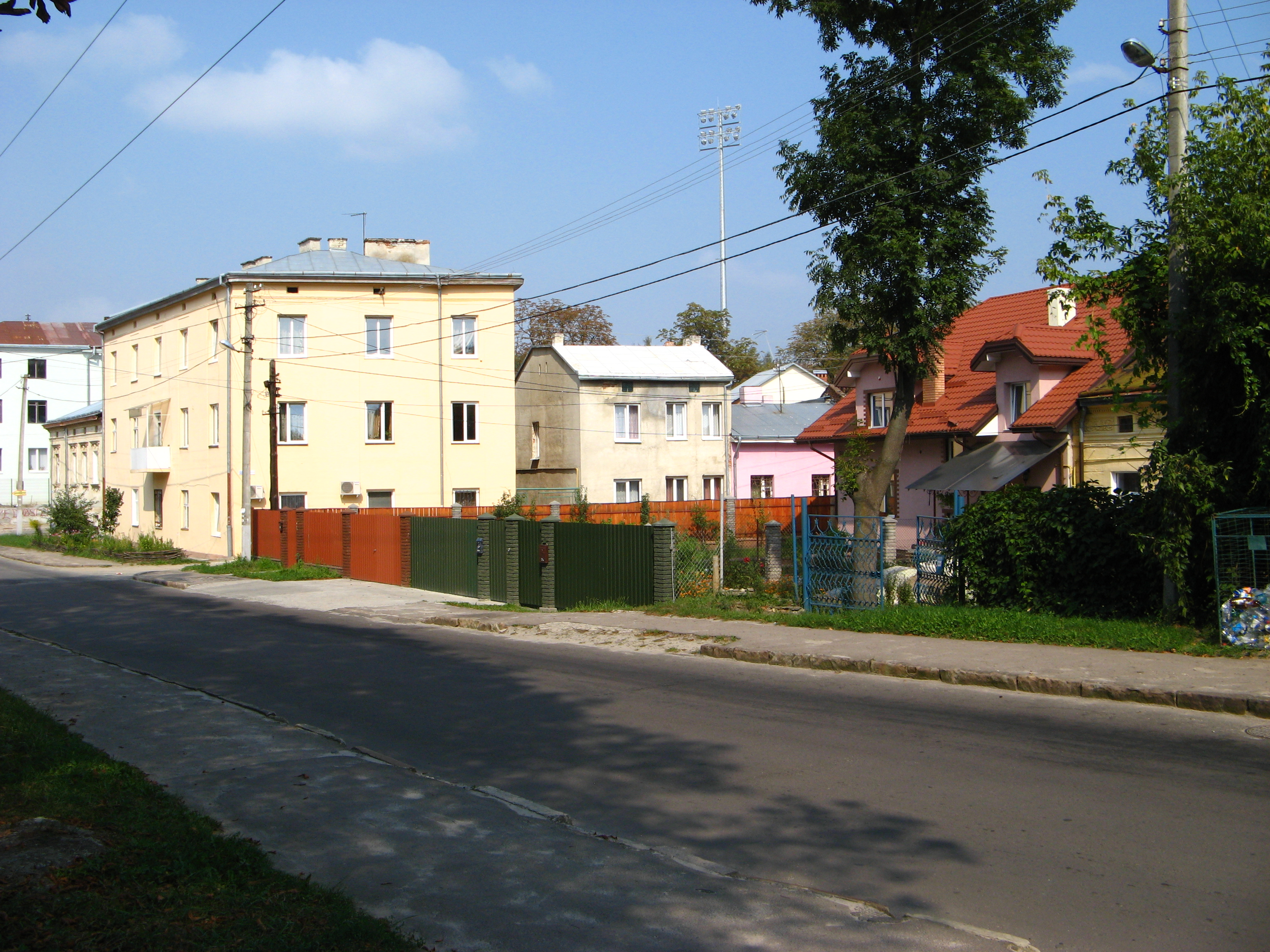
Вулиця Марка Черемшини